# Opel 1,2 Liter
Opel 1,2 Liter — небольшой автомобиль производства немецкого автопроизводителя Opel. После завершения выпуска Opel 4PS и начала производства с конца 1931 по 1935 год на заводе в Рюссельсхайме было построено 101563 единиц. В 1935 году был сменён конструктивно схожим Opel P4.

## Кузов и шасси
Кузов представляет собой тонкую металлическую оболочку на деревянном каркасе и расположен на раме из п-образных лонжеронов. Колёсная база различалась в модификациях — 2286 мм в пассажирских вариантах и 2460 мм у фургона. Передний и задний мосты стояли на рессорах и впервые в серии были дополнены гидравлическими амортизаторами. Колодки механических тормозов приводились в действие тросом как с педали, так и с ручного рычага стояночного тормоза.
Приборная панель оборудована двумя большими круглыми индикаторами жёлтого цвета с зеленой подсветкой, которые включают спидометр, одометр, датчик топлива и масляный манометр. Также на панели располагаются переключатели фар, стеклоочистителя и показателей поворота. Справа от приборов находится бардачок.
На правом крыле установлено запасное колесо.

## Двигатель
Максимальная мощность двигателя составляла 22 л.с. при 3200 оборотах в минуту, что позволяло развить максимальную скорость в 80 км/ч, расходуя 9 литров низкооктанового топлива на 100 км. Бензобак ёмкостью 25 литров располагается за задним мостом. В 1933 году модель получила некоторые обновления, в том числе небольшое увеличение мощности с 22 до 23 л.с. и установка на некоторые модификации четырёх-ступенчатой коробки передач. Максимальная скорость после этих изменений возросла до 85 км/ч.
Электросистема питалась от 6-ти вольтного аккумулятора, установленного под передним сиденьем. Стартёр приводился в действие ножной педалью.